# حوضه آبریز رودخانه‌های کل، مهران، مسیل‌های جنوبی و جزایر

موقعیت حوضه آبریز رودخانه‌های کل، مهران، مسیل‌های جنوبی و جزایر

حوضه آبریز رودخانه‌های کل، مهران، مسیل‌های جنوبی و جزایر با نام اختصاری کل–مهران–جزایر یکی از حوضه‌های باز ایران است که در تقسیم‌بندی حوضه‌های آبریز ایران، حوضهٔ فرعی به شمار می‌رود و زیرمجموعهٔ حوضهٔ آبریز خلیج فارس و دریای عمان است. مساحت این حوضه، ۶۲٬۹۱۸ کیلومتر مربع است و رودهای اصلی آن، کل و مهران هستند که به خلیج فارس منتهی می‌شوند.

## جغرافیا
حوضهٔ کل–مهران–جزایر شامل نیمهٔ غربی استان هرمزگان و بخش‌هایی از استان‌های فارس، بوشهر و کرمان است. مهم‌ترین رود آن، رود کل است که از تلاقی رودهای عکس رستم و ارزوئیه در دشت پتکوئیه پدید می‌آید و در غرب بندرعباس وارد خلیج فارس می‌شود. شاخهٔ اصلی رود عکس رستم، رودبال است که از شمال داراب سرچشمه می‌گیرد و در جهت جنوب شرقی جریان می‌یابد. شاخه‌های اصلی رود ارزوئیه نیز از ارتفاعات جنوب بافت سرچشمه می‌گیرند و به سوی جنوب امتداد می‌یابند. دو آبراههٔ مهم دیگری که به رود کل می‌ریزند، رود شور لار و رود گودر هستند. دیگر رود مهم حوضه، رود مهران است که از شمال گله‌دار سرچشمه می‌گیرد و در تنگه خوران به خلیج فارس می‌ریزد. افزون بر این دو رود، مسیل‌های کوچکی در غرب هرمزگان و شرق بوشهر و همهٔ جزایر خلیج فارس نیز جزء این حوضه هستند.

## زیرحوضه‌ها
برپایهٔ دستور العمل تقسیم‌بندی حوضه‌های ایران، حوضهٔ آبریز کل–مهران–جزایر به زیرحوضه‌های زیر تقسیم می‌شود:
| کد  | نام اختصاری زیرحوضه | مساحت کیلومتر مربع | تعداد زیرحوضه‌ها |
| --- | ------------------- | ------------------ | --------------- |
| ۲۷۱ | رودخانه کل          | ۴۲٬۴۷۳             | ۶               |
| ۲۷۲ | رودخانه مهران       | ۸٬۶۵۶              | ۴               |
| ۲۷۳ | جنوب مهران          | ۹٬۹۷۹              | ۶               |
| ۲۷۴ | جزایر               | ۱٬۷۹۲              | ۹               |